# 波曼體育場

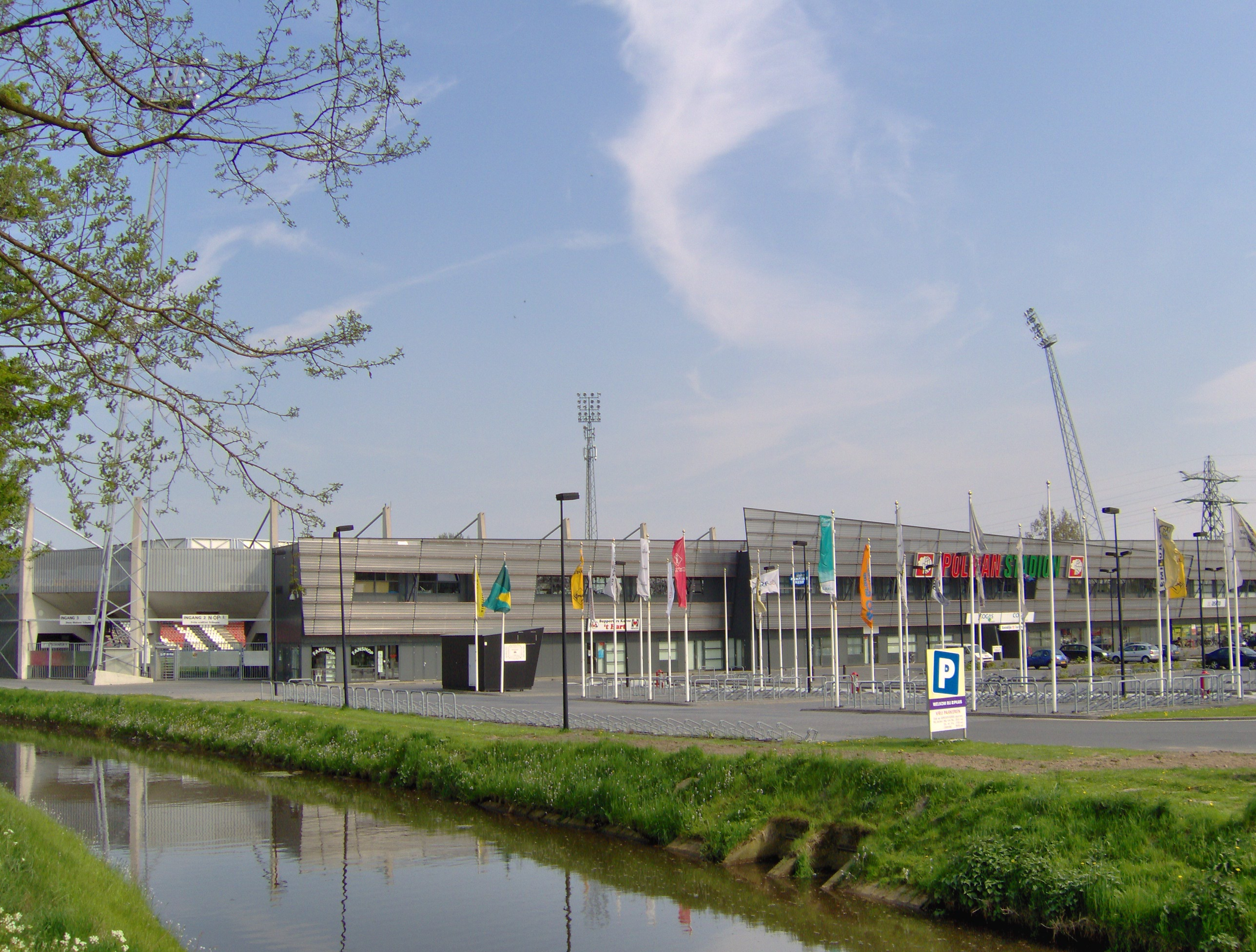
波曼體育場外觀

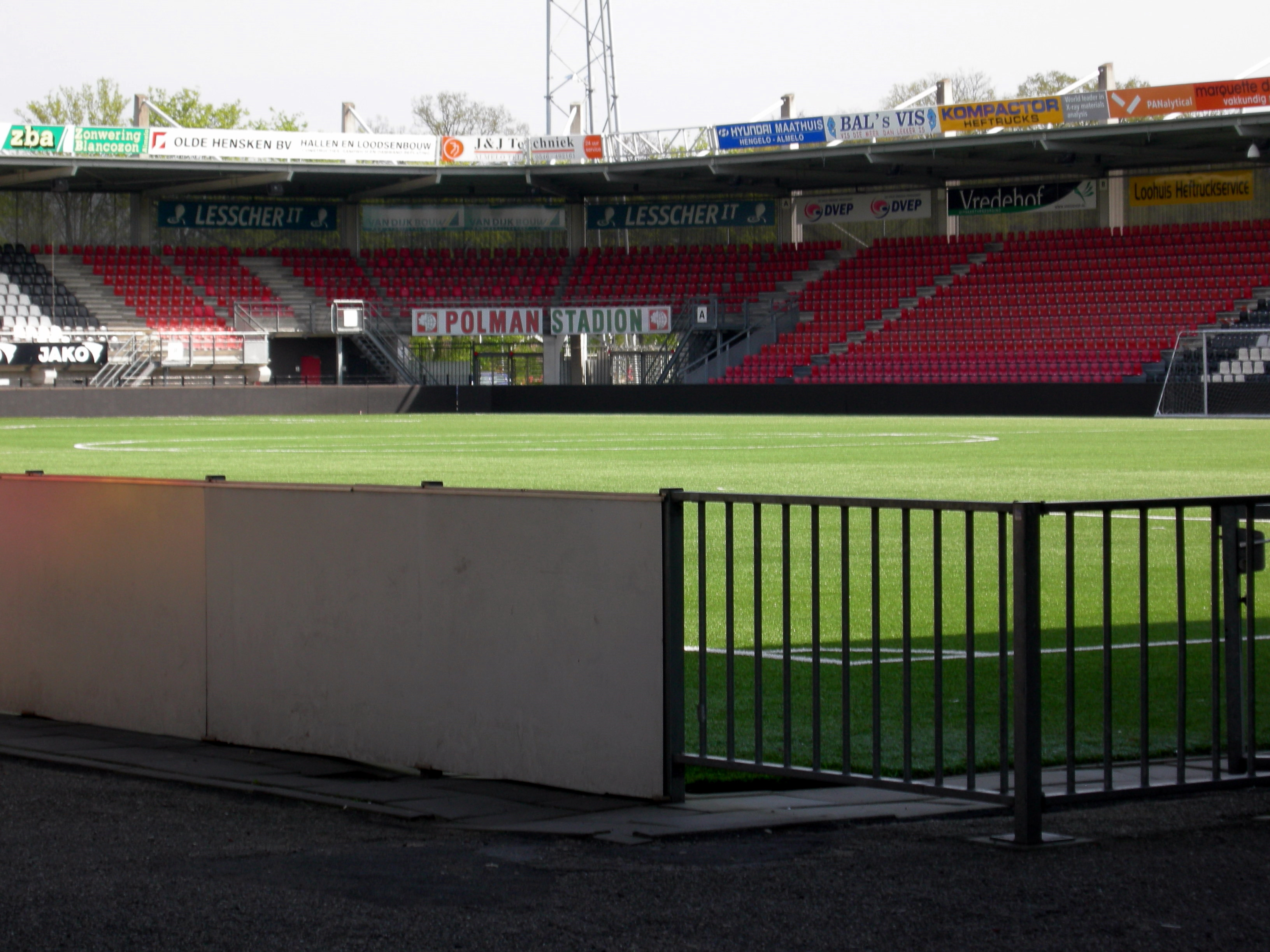
波曼體育場內部

波曼體育場是一座位於荷蘭阿爾默洛的多功能體育場，目前較多使用於足球比賽。球場於1999年完工，目前可容量約13,500位觀眾。該球場目前是荷甲荷華高斯足球會的主場，球場草皮使用的是人工草坪。